# Heinrich Christian Macklot
Heinrich Christian Macklot (1799 – 1832) foi um naturalista alemão.
Coenraad Jacob Temminck (1778-1858) enviou Macklot  com os naturalistas  Heinrich Boie  (1794-1827) e Salomon Müller (1804-1864) para a Ásia com o objetivo de colher espécimes para o Museu de história natural de  Leiden.
Macklot visitou a  Nova Guiné e a ilha de  Timor de 1828 a 1830 a bordo do "Triton".